# Jonathan Atkinson
Jonathan David Atkinson (sinh ngày 1 tháng 1 năm 1976 ở Cleveland, North Yorkshire, Anh) là một cầu thủ bóng đá người Anh thi đấu ở vị trí tiền vệ cho Darlington ở Football League.